# Franciszek Smuglewicz
Franciszek Smuglewicz (6. října 1745 Varšava – 18. září 1807 Vilnius) byl polsko-litevským kreslířem a malířem. Smuglewicz je považován za předchůdce litevského umění v moderní době. Byl předchůdcem historismu v polské malbě. Byl také zakladatelem vilenské umělecké školy, jeho nejvýznamnějšími studenty byli Jan Rustem, Jan Krzystof Damel, Gaspar Borowski a Józef Oleszkiewicz. Jeho otec Łukasz Smuglewicz a bratr Antoni byli také malíři.
Francizsek Smuglewicz se narodil ve Varšavě jakožto syn Łukasze Smuglewicze, který byl malířem a Reginy Olesińské. Jeho matka byla neteří malíře Szymona Czechowicze. Své první kroky na poli malířském učinil ve spojeném ateliéru svého otce a Czechowicze ve Varšavě. V roce 1763 cestoval Franciszek do Říma, kde začal studovat krásné umění pod vedením Antona von Marona. Zůstal v Římě po dobu 21 let, zde si osvojil klasicistní styl malby.
V roce 1765 obdržel královské stipendium od polského krále Stanisława Augusta Poniatowského a byl přijat do Akademie svatého Lukáše. Jakožto kolega Vincenza Brenna se účastnil katalogování děl z Neronova Domus Aurea. V roce 1784 se vrátil do Varšavy, kde založil svoji školu krásných umění, byla jedním z předchůdců moderní Akademie krásných umění.
Jakožto klasicistní malíř, ale pod silným vlivem polského baroka, se stal Smuglewicz pozoruhodným představitelem historizující malby, žánru, který převládal v krásném umění v Polsku během 19. století. Okolo roku 1790 začal pracovat na sérii kreseb a litografií inspirovaných „Historií polského národa“ Adama Naruszewicze. Ačkoliv ji nedokončil, tato série mu získala mnoho popularity.
V roce 1797 se přestěhoval do Vilniusu, kde se stal zakladatelem a prvním děkanem „Institutu kreslení a malířství“ na vilenské akademii. V roce 1801 vymaloval alegorické stropní malby pro cara Pavla I. V jeho novém císařském paláci, Michajlovském paláci v Petrohradě, který byl navržen Vincenzem Brennem. Jako učitel generací polsko-litevských malířů sám sebe zasvětil v pozdějších letech svého života historické malbě. Přinesl na Litvu klasicistní ideje a náhledy osvícenského klasicismu. Maloval každodenní život a architekturu Vilniusu v realistickém duchu. Jeho dílo pomohlo s probíhající rekonstrukcí litevského královského paláce ve Vilniusu.
Mezi pozoruhodnými díly z této doby jsou „Zasedání čtyřletého sejmu“ (1793) a „Kościuskova přísaha na starém krakovském trhu“ (1797), Litevští rolníci“, „Osvobození rolníků z nevolnictví v Merkinė“. Mezi jeho díly z té doby jsou pohledy na městské hradby a brány, které byly během 19. věku strženy.
Smuglewicz byl po smrti pohřben na vilenském hřbitově Rasos, ačkoliv přesná poloha jeho hrobu není známá.